# Мет Стоун
Метју Ричард „Мет“ Стоун (енгл. Matthew Richard "Matt" Stone; Хјустон, 26. мај 1971) је амерички аниматор, сценариста, филмски режисер, глумац и музичар. Славу је стекао као сустваралац анимиране серије „Саут Парк“, заједно са Трејем Паркером.